# الكلاسيكو القديم
الكلاسيكو القديم ويعرف أيضا باسم El Otro Clàsico (الكلاسيكو الآخر) بالإسبانية، هو اسم يُطلق على أي مباراة تُلعب بين نادي اتلتيك بيلباو ونادي ريال مدريد. كانت هذه المباراة هي الأكثر لعبا في تاريخ كرة القدم الإسبانية حتى تاريخ العاشر من ديسمبر عام 2011 عندما تجاوزها الكلاسيكو. وبالرغم من ذلك، لا زالت أكثر مباراة لُعبت في بطولة كأس ملك إسبانيا. يعد فريق ريال مدريد، واتلتيك بيلباو وبرشلونة هم الأندية الوحيدة التي شاركت في جميع نسخ الدوري الإسباني (لا ليغا)، بطولة الدوري الوطني. كلا الفريقان مملوكان من قبل الجمعيات (الأعضاء)، الذين ينتخبون رئيسا للنادي لغرض الاشراف على شؤونه.

## التاريخ
اُقيمت المباراة الأولى بين الفريقين في نهائي النسخة الأولى من كأس الملك الإسباني في الثامن من إبريل عام 1903, وفاز فيها نادي اتلتيك بيلباو بنتيجة 3-2. عُرفت هذه المباراة بانها الحافز لتأسيس نادي اتلتيكو مدريد بعد اسابيع قليلة، عندما استوحى بعض الطلاب المتفرجين من الباسك المقيمين في مدينة مدريد عودة نادي اتلتيك بيلباو وقرروا تشكيل فرع لنادي محلي.
اُقيمت أول مباراة في الملعب الأصلي في سان ماميس في بطولة كأس الملك عام 1920. أصبحت اللقاءات بين الفريقين شائعة حيث سيطر نادي اتلتيك بيلباو وريال مدريد على البطولات الإقليمية (بطولة بيسكاي وبطولة مدريد الإقليمية، بالترتيب). اعطى سيطرة الفريقين على هذه البطولات الوصول إلى بطولة كأس الملك. التقى الباسك (اتلتيك بيلباو) والقشتاليون (ريال مدريد) في تسع مباريات نهائية في الكأس بين عامي 1903 و1958؛ فاز نادي اتلتيك بيلباو في ست مباريات.

## أول مباريات الدوري، فرانكوست اسبانيا (فترة حُكم فرانكو) وما بعدها.
في الحادي والعشرين من إبريل عام 1929، تواجه اتلتيك بيلباو وريال مدريد للمرة الأولى في الدوري الإسباني (لا ليغا)؛ فاز نادي ريال مدريد بالمباراة بنتيجة 5-1 في ملعب تشامارتن. عُرفت مباراة الإياب لنصف نهائي كأس الملك عام 1929 في بيلباو ب «مباراة الضفدع»؛ بعد ان قامت أحد الشركات المحلية بتوزيع ألعاباً تصدر اصواتاً مشابهة للضفادع لزيادة الضوضاء في الملعب لتشتيت الفريق الزائر (ريال مدريد) حيث كانوا متقدمين بنتيجة 3-1 في مباراة الذهاب.
فشلت هذه الحيلة فشلاً ذريعاً بعد تحقيق نادي ريال مدريد الفوز بنتيجة 4-1 لتصبح النتيجة 7-2 في الذهاب والإياب؛ بالرغم من ذلك، خسر ريال مدريد في نهائي كأس ملك اسبانيا. يتقاسم جانبي الحرب الاهلية الإسبانية الفريقان عشرة القاب في أول 25 بطولة (ستة القاب لاتلتيك بيلباو واربعة لريال مدريد) حتى عام 1956، من هذه النقطة، أصبح لوس بلانكوس (ريال مدريد) النادي المهيمن في البلد حيث فاز ب ست عشر لقب من أصل ست وعشرين (بالإضافة إلى ستة القاب في الكؤوس الأوروبية).
في تلك الحقبة، استخدم القائد المستبد (كوديلو) فرانسيسكو فرانكو (الذي يقع مقره في العاصمة، مقر السلطة) نجاح النادي كوسيلة للترويج لإسبانيا الفرانكوية للأجانب، في حين ان اتلتيك بيلباو -أكبر نادي في المنطقة المحيطية لإقليم الباسك التي تم قمع عاداتها ولغتها من قبل الحكومة المركزية- لم يحصل على أي لقب في الفترة نفسها، حتى انهم احتلوا المركز الثاني لمرة واحدة فقط.
استعاد إقليم الباسك وبعض المناطق الأخرى الحكم الذاتي في السنوات التي اعقبت وفاة فرانكو عام 1975، والتي يرمز لها بالعرض المشترك لعلم إقليم الباسك المحظور من قِبل قادة الخصوم الرياضيين والمحليين لريال سوسييداد في مباراة جمعت بينهم في السنة التالية. ومع ذلك، لايزال العديد من أنصار اتلتيك بيلباو وريال مدريد بما في ذلك مجموعات الأتراس (المتطرفين) (هيري نورتي وأتراس سور، بالترتيب) متمسكين بآراء متعارضة فيما يتعلق بهويتهم الوطنية. وفي هذا الخصوص، فإن العلاقة لها اوجه تشابه مع الكلاسيكو، المنافسة الأكثر شهرة وشدة بين نادي ريال مدريد وبرشلونة (الذي يمثل إقليم كتالونيا).
على ارض الملعب، استعاد نادي اتليتيك بيلباو الميزة التنافسية لفترة وجيزة في بداية ثمانينات القرن العشرين عندما بنى اتليتيك بيلباو فريقا تنافسياً قوياً فاز مرتين بالدوري الإسباني مُنهياً الموسم بفارق نقطة واحدة متقدماً على ريال مدريد عام 1983 حين تغير المركز الأول في اليوم الأخير. لم يكن الموسم اقل من كارثة بالنسبة للميرينغي (ريال مدريد)، حيث خسر في نهائيات كأس السوبرالإسباني وكأس ملك اسبانيا (هدف في الدقيقة الاخيرة) وكأس الكؤوس الاوروبية (ابطال أوروبا) في الوقت الإضافي وكأس الدوري الإسباني.
في الموسم التالي، تفوق اتليتيك بيلباو بهدف واحد وبسجل أفضل للمواجهات المباشرة، ولكن كان هذا العام الاخير للنادي لرفع كلا الكأسين وسرعان ما استجاب نادي ريال مدريد ليفوز بخمسة مرات متتالية، بقيادة مجموعة من المواهب المحلية، خماسي النسر.
خلال مباراة حامية في بلباو عام 1990، منح الحكم ضربة جزاء مشكوك فيها لنادي ريال مدريد وأضطر إلى ايقاف اللعب لمدة 12 دقيقة بعد ان قام الجمهور بإلقاء اشياء على الحكم المساعد وحارس مرمى نادي ريال مدريد باكو بويو. انتهت المباراة كالمعتاد، ولكن كنتيجة لذلك، تم إغلاق ملعب سان ماميس لمباراة واحدة، ولعب اتليتيك بيلباو ضد ريال بلد الوليد على ملعب اتوتكسا في سان سيباستيان.